# Ossenhoornblazen
Een ossenhoorn is een blaasinstrument dat beschouwd kan worden als de voorloper van de meer bekende midwinterhoorn. Het blazen op de ossenhoorn vindt in Nederland alleen plaats in de kersttijd in het Twentse dorp Markelo.
Men neemt soms aan dat het gebruik ervan is terug te voeren op oude Germaanse gebruiken en dus een voorchristelijke oorsprong heeft. Het is niet onmogelijk dat de ossenhoorn gebruikt werd tijdens de Germaanse joelfeesten, de feesten die zich gedurende dertien dagen en dertien nachten afspeelden rond de zonnewende en welke later zijn gekoppeld aan het christelijke kerstfeest.

## Oorsprong

### Mogelijk Germaans
Volgens het Germaanse geloof rijdt tijdens de Joeltijd de zogenaamde Wilde Jacht door de nachtelijke hemel. Dit is een luidruchtig razende stoet van overledenen, ook wel het dodenleger genoemd. Deze stond van oorsprong onder leiding van Wodan, de god van onder meer de dood en de stormen. Hij berijdt een achtbenige schimmel met de naam Sleipnir door de hemel en heeft hierbij een speer in de hand. Die heeft hij volgens de Germaanse mythologie nodig bij zijn jacht op de wolf Fenrir, die de zon verslindt waardoor het altijd donker zal zijn.
Het doel van de Wilde Jacht is om de Fenrir te verjagen en zo het licht, en de vruchtbaarheid, terug te krijgen. En om Wodan bij zijn belangrijke taak te helpen deed men wat men kon om de Wilde Jacht zo groot mogelijk te doen lijken: men imiteerde de geluiden die met deze jacht gepaard gingen, onder andere door op ossenhoorns te blazen - het zogenaamde 'stormen en hoornblazen', het 'joelen'.
In Twente en de Achterhoek herinnert onder andere 'Derk met 'n beer' nog aan de wilde jacht. Hier is de god Fro verworden tot een zekere Derk die, gezeten op een mannelijk wild zwijn, door de lucht vliegt en alles meeneemt wat rond de huizen slingert. Volgens de Germaanse mythologie reed Fro altijd op zijn zwijn, Goudborstel genaamd.

#### Verwijzing in de 'Indiculus superstitionum et paganiarum'
De Indiculus superstitionum et paganiarum (Latijn voor 'lijstje van bijgelovige en heidense gebruiken') is een lijst van 30 af te keuren gebruiken van de heidense Friezen en Saksen, die door de reeds gekerstende Franken in de 8e eeuw onderworpen waren. 
In de Indiculus wordt specifiek 'De tempestatibus et cornibus et cocleis', 'Over stormen, de hoorns van stieren, en slakken', afgekeurd, hetgeen onder meer geassocieerd met het afweren van onweer door het blazen op hoorns en het luiden van klokken.
Het feit dat deze geschriften in één manuscript bewaard zijn gebleven waarin in feite de Germaanse religie wordt afgekeurd suggereert dat zowel het blazen op hoorns als het luiden van de klokken (op kerstavond) een Germaanse oorsprong hebben.

### Mogelijk christelijk
In 1981 verscheen een artikel van de volkskundige J.J. Voskuil. Hij stelt dat er geen bewijzen zijn voor een Germaanse oorsprong van het midwinterhoornblazen en hij linkt het gebruik van het midwinterhoornblazen met de hoornblazende engelen en herders die in de laat middeleeuwse kerstspelen voorkomen.

## Ossenhoornblazen in Markelo
In Markelo weet men uit overlevering te vertellen dat tot ongeveer 1900 jaarlijks op 'mirreweentersoavond' (kerstavond) tijdens de avondschemering op de ossenhoorn werd geblazen. De volgende dag, 'mirreweenter', werd de ossenhoorn nogmaals geblazen, ditmaal om de mensen op te roepen naar de kerk te komen. Vanaf 1988 is de oude traditie van het Ossenhoornblazen in Markelo weer in ere hersteld en worden de Ossenhoornblazers op de eerste zondag van de Advent jaarlijks ontvangen op het voorplein van kasteel Weldam.